# Vukro
Vukro (ili Dongolo) je grad na sjeveru Etiopije, u Regiji Tigraj u Zoni Misrakavi. Vukro je udaljen oko 780 km sjeverno od glavnog grada Adis Abebe, te oko 50 km sjeverno od regionalnog središta Mek'elea. Vukro leži na nadmorskoj visini od 1972 metara, na magistralnoj cesti Asmara - Adis Abeba, najveći je grad u toj oblasti.

## Stanovništvo
Prema podacima Središnje statističke agencije Etiopije (CSA) za 2005 grad Vukro imao je 28,583 stanovnika, od toga 13,947 muškaraca i 14,636 žena.